# アトキンソン郡 (ジョージア州)
アトキンソン郡（アトキンソンぐん、英: Atkinson County）は、アメリカ合衆国ジョージア州の南部に位置する郡である。2010年国勢調査での人口は8,375人であり、2000年の7,609人から10.1%増加した。郡庁所在地はピアソン市（人口2,117人）であり、同郡で人口最大の都市でもある。

## 歴史
アトキンソン郡は1917年にコフィー郡とクリンチ郡の一部を合わせて設立された。郡名は1894年から1898年までジョージア州知事を務めた民主党員ウィリアム・イエーツ・アトキンソンに因んで名付けられた。

## 地理
アメリカ合衆国国勢調査局に拠れば、郡域全面積は344.10平方マイル (891.2 km2)であり、このうち陸地338.04平方マイル (875.5 km2)、水域は6.05平方マイル (15.7 km2)で水域率は1.76%である。

### 主要高規格道路

#### アメリカ国道
- アメリカ国道82号線
- アメリカ国道221号線
- アメリカ国道441号線

#### ジョージア州道
- ジョージア州道31号線
- ジョージア州道64号線
- ジョージア州道89号線
- ジョージア州道90号線
- ジョージア州道135号線
- ジョージア州道520号線

### 隣接する郡
- コフィー郡 - 北
- ウェア郡 - 東
- クリンチ郡- 南東
- ラニア郡 - 南
- バーリン郡 - 西

## 人口動態
以下は2000年の国勢調査による人口統計データである。
| 基礎データ - 人口: 7,609人 - 世帯数: 2,717 世帯 - 家族数: 1,980 家族 - 人口密度: 9人/km2（22人/mi2） - 住居数: 3,171軒 - 住居密度: 4軒/km2（9軒/mi2） 人種別人口構成 - 白人: 66.79% - アフリカン・アメリカン: 19.61% - ネイティブ・アメリカン: 0.37% - アジア人: 0.12% - 太平洋諸島系: 0.03% - その他の人種: 12.03% - 混血: 1.06% - ヒスパニック・ラテン系: 16.95% | 年齢別人口構成 - 18歳未満: 30.3% - 18-24歳: 10.9% - 25-44歳: 29.6% - 45-64歳: 19.9% - 65歳以上: 9.3% - 年齢の中央値: 31歳 - 性比（女性100人あたり男性の人口） - 総人口: 98.0 - 18歳以上: 97.4 世帯と家族（対世帯数） - 18歳未満の子供がいる: 38.8% - 結婚・同居している夫婦: 55.1% - 未婚・離婚・死別女性が世帯主: 12.8% - 非家族世帯: 27.1% - 単身世帯: 23.3% - 65歳以上の老人1人暮らし: 9.1% - 平均構成人数 - 世帯: 2.78人 - 家族: 3.27人 | 収入と家計 - 収入の中央値 - 世帯: 26,470米ドル - 家族: 32,688米ドル - 性別 - 男性: 24,763米ドル - 女性: 18,434米ドル - 人口1人あたり収入: 12,178米ドル - 貧困線以下 - 対人口: 23.0% - 対家族数: 18.1% - 18歳未満: 27.1% - 65歳以上: 31.0% |

## 都市と町

### 法人化自治体
- ピアソン - 郡庁所在地
- ウィラクーチー

### 未編入の町
- アクソン
- ヘンダーソンスティル
- カークランド
- レリエーション
- オバリー
- サンディボトム
- ストークスビル